# Buský rajón
Buský rajón (ukrajinsky Буський район) byl rajón ve Lvovské oblasti na Ukrajině. Hlavním městem byl Busk a rajón měl přibližně 46 tisíc obyvatel. 

## Sídla v rajónu
- Busk
- Krasne
- Olesko